# Bărbătești (Gorj)
Bărbătești es una comuna ubicada en el distrito de Gorj, Rumania.

## Superficie
Cuenta con una superficie de 37,88 kilómetros cuadrados.

## Demografía
Hasta 2021 la población era de 1418 habitantes, con una densidad de población de 37,43 habitantes por kilómetro cuadrado.